# كشف الظنون
كشف الظنون عن أسامي الكتب والفنون هو مسرد ضخم للكتب العربية والفارسية والتركية، وضعه الحاجي خليفة، وهو من علماء القرن الحادي عشر الهجري (السابع عشر الميلادي). ضمّ الكتاب أسماء آلاف الكتب إضافةً لأسماء مصنفيها، على ذلك يعتبر من المراجع الرئيسة للباحثين عن آثار المؤلفين في التراث الإسلامي.

## تعريف
كشف الظُّنون -بضم الظاء- هي دائرة معارف في الكتب والعلوم وتعد أهم تصانيف المؤلف، وقد قضى حاجى خليفة أكثر من عشرين عاما في جمعها وكتبها بالعربية. تم وضع الجزء الأول منها عام 1064 هـ.
وقد أورد المصنف فيه عنوانات نحو خمسة عشر ألف (وقيل ثمانية عشر ألف) كتاب عربي وفارسي وتركي، لكن الغالبية العظمى هي كتب عربية. والكتب منسقة حسب العلوم المختلفة، وفي فاتحة كل قسم شرح فيها فائدة كل علم وفن، ويتعرض لنشأة العلم ومدارسه وإلى المشهورين من أربابه.
ويقول المصنف في ديباجة الكتاب:
ويعلق عبد الرحمن بدوي ويقول إن المؤلف: «لا بد أنه شاهد هذه الكتب كلها بنفسه لأنه يذكر العنوان، وابتداء الكتاب، ونهايته، ويقدم بعض المعلومات عن حياة المؤلف، ويذكر مضمون الكتاب، وأحياناً يذكر فصوله الرئيسية. ولا بد أنه قام بكثير من الأسفار والأبحاث للحصول على هذا الحشد الهائل من المعلومات.»
ويضيف بدوي معلقاً:

## طبعاته

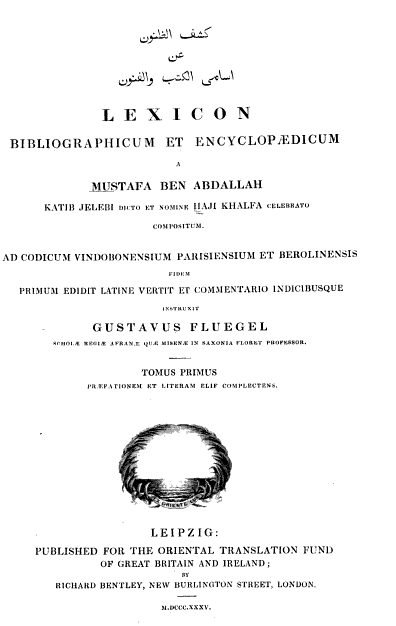
غلاف المجلد الأول من طبعة فلوجل - لندن 1835 م

- طبعة فلوجل، قام المستشرق غوستاف فلوجل بنشر الكتاب في سبعة مجلدات، طبعت على نفقة لجنة الترجمة الشرقية Oriental Translation Committee في لندن، 1835 - 1858 م. وقد قام فلوجل بتحقيق النص العربي، وترجمته إلى اللاتينية في أسفل الصفحات. وقد اعتمد في نشرته هذه -التي قضى في إنجازها أحد عشر عاماً- على مخطوطات في فيينا، وباريس، وبرلين. واستعان بفهارس المخطوطات وبمختلف المراجع من أجل تحقيق عنوانات الكتب. والمجلدات الستة الأولى تتضمن النص والترجمة اللاتينية. أما المجلد السابع فهو فهرس شامل جامع لأسماء المؤلفين وعنوانات الكتب المذكورة في غير ترتيبها الأبجدي. وأضاف إلى هذه الفهارس شرحاً وافراً يتضمن اختلافات النسخ، وتصحيحات وتعليقات. وعمل ضميمة تشمل على فهارس ست وعشرين مكتبة عامة في استانبول، ودمشق، والقاهرة، ورودس، وحلب، وتحتوي على قرابة أربعة وعشرين ألف عنوان لمخطوطات، دون وصفها.

- طبعة بولاق والآستانة، نقلاً عن نشرة فلوجل، جاءت طبعة بولاق عام 1274 هـ، والآستانة عام 1310 - 1311 هـ.[6] الطبعة الأكثر انتشارا هي بتصحيح محمد شرف الدين يالتقايا ورفعت بيلكه الكليسي.[7]

- في آذار 2015، نظّم معهد المخطوطات العربية مؤتمرًا عن الحاجي خليفة وكتابه «كشف الظنون»، وخلُص الباحثون فيه لضرورة إعادة نشر الكتاب نشرةً علمية مُحْكمة.[8]

- طبعة مؤسسة الفرقان للتراث الإسلامي (2021) في 10 مجلدات، تحقيق: أكمل الدين إحسان أوغلو، وبشار عواد معروف (وفريقه).[9]

## ذيوله
للكتاب أكثر من عشرة ذيول ومستدركات، لكن لم يطبع منها سوى ثلاثة.[بحاجة لمصدر] ومن هذه الذيول:
- «ذيل كشف الظنون» - لمحمد عزتي أفندي المشهور بـ بوشنه زاده (المتوفَّى 1092 هـ).[10]
- «التذكار الجامع للآثار» - للسيد حسين العباسي النبهاني الحلبي (المتوفَّى 1096 هـ)، اختصر فيه ما فات المؤلف، وأضاف إليه ما ألف بعده.
- «إيضاح المكنون في الذيل على كشف الظنون» - لإسماعيل باشا ابن محمد أمين أفندي ابن الأمير سليم المعروف بـ البغدادي (المتوفَّى 1096 هـ)، قيل بأنه أضاف ما يقدر بـ 19 ألف عنوان لم ترد في «كشف الظنون».[11] وهي من أشهر الذيول على الكتاب.[12]
- «السر المصون على كشف الظنون» - لجميل بن مصطفى العظم (المتوفَّى 1352 هـ). طُبع الجزء الأول (الأجزاء الأخرى ضائعة) منه بتحقيق محمد خير رمضان يوسف.[13]
- «الذيل على كشف الظنون» - لآغا بزرگ الطهراني صاحب الذريعة إلى تصانيف الشيعة.

ولكشف الظنون مختصر صنفه لطف الله بن عبد الله الخزندار، وهو فقيه حنفي بغدادي، وقد أتم هذا المختصر سنة 1244 هـ.